# Puchar Świata w biathlonie 2011/2012 – Anterselva 2012
Zawody pucharu świata w biathlonie w Anterselvie były szóstymi w sezonie 2011/2012 w tej dyscyplinie sportu. Konkurencje rozgrywane były w dniach 19 – 22 stycznia. Rywalizacja odbywała się w sprincie, w biegu masowym oraz w sztafecie. 
Pierwszego dnia rozegrano sprint kobiet. Wygrała Niemka Magdalena Neuner przed Finką Kaisą Mäkäräinen i Białorusinką Darją Domraczawą. Drugiego dnia rozegrano sprint mężczyzn. Wygrał Szwed Fredrik Lindström przed Rosjaninem Jewgienijem Garaniczewem i Francuzem Martinem Fourcadem. Trzeciego dnia rozgrywano bieg masowy mężczyzn oraz sztafetę kobiet. Wśród mężczyzn wygrał Niemiec Andreas Birnbacher przed Rosjaninem Antonem Szypulinem i Francuzem Martinem Fourcadem, zaś wśród kobiet wygrała reprezentacja Francji przed Białorusią i Rosją. Ostatniego dnia rozgrywano bieg masowy kobiet i sztafetę mężczyzn. Wśród kobiet wygrała Białorusinka Darja Domraczewa przed Słowaczką Anastasiją Kuźminą i Niemką Magdaleną Neuner, zaś wśród mężczyzn wygrała reprezentacja Francji przed Niemcami i Austrią.

## Program zawodów
| Dzień       | Konkurencja          | Początek  | Liczba uczestników |
| ----------- | -------------------- | --------- | ------------------ |
| 19 stycznia | Sprint kobiet        | 14:30 CET | 96                 |
| 20 stycznia | Sprint mężczyzn      | 14:30 CET | 104                |
| 21 stycznia | Sztafeta kobiet      | 12:45 CET | 18×4               |
| 21 stycznia | Bieg masowy mężczyzn | 15:15 CET | 30                 |
| 22 stycznia | Bieg masowy kobiet   | 12:00 CET | 30                 |
| 22 stycznia | Sztafeta mężczyzn    | 15:00 CET | 24×4               |

## Zestawienie medalistów

### Mężczyźni
| Konkurencja                   | Złoto                                                                           | Srebro                                                                  | Brąz                                                                            |
| Sprint (10 km) szczegóły      | Fredrik Lindström Szwecja (SWE)                                                 | Jewgienij Garaniczew Rosja (RUS)                                        | Martin Fourcade Francja (FRA)                                                   |
| Bieg masowy (15 km) szczegóły | Andreas Birnbacher Niemcy (GER)                                                 | Anton Szypulin Rosja (RUS)                                              | Martin Fourcade Francja (FRA)                                                   |
| Sztafeta (4×7,5 km) szczegóły | Francja Jean Guillaume Beatrix · Simon Fourcade · Alexis Bœuf · Martin Fourcade | Niemcy Michael Rösch · Andreas Birnbacher · Florian Graf · Arnd Peiffer | Austria Simon Eder · Tobias Eberhard · Daniel Mesotitsch · Dominik Landertinger |

### Kobiety
| Konkurencja                     | Złoto                                                                      | Srebro                                                                                   | Brąz                                                                             |
| Sprint (7,5 km) szczegóły       | Magdalena Neuner Niemcy (DEU)                                              | Kaisa Mäkäräinen Finlandia (FIN)                                                         | Darja Domraczewa Białoruś (BLR)                                                  |
| Sztafeta (4×6 km) szczegóły     | Francja Marie-Laure Brunet · Sophie Boilley · Anaïs Bescond · Marie Habert | Białoruś Nadzieja Skardzina · Ludmiła Kalinczik · Nastazja Dubarezawa · Darja Domraczewa | Rosja Jekatierina Głazyrina · Swietłana Slepcowa · Olga Zajcewa · Olga Wiłuchina |
| Bieg masowy (12,5 km) szczegóły | Darja Domraczewa Białoruś (BLR)                                            | Anastasija Kuźmina Słowacja (SVK)                                                        | Magdalena Neuner Niemcy (DEU)                                                    |

## Sprinty - 19.01.2012, 20.01.2012

### Kobiety

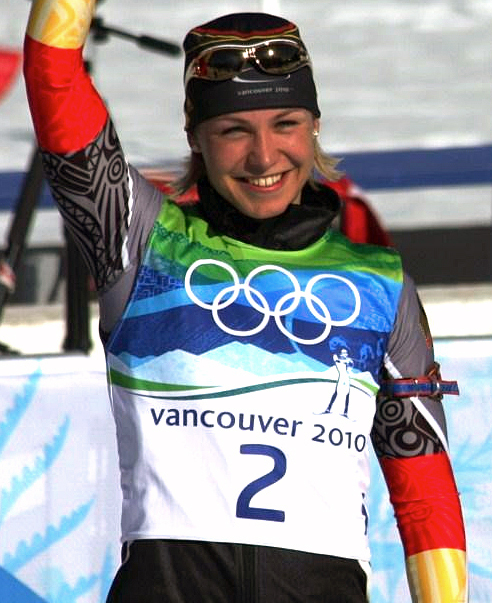
Magdalena Neuner - zwyciężczyni sprintu kobiet

Fredrik Lindström - triumfator sprintu mężczyzn

Do zawodów zgłoszonych zostało 96 zawodniczek. Wszystkie zawodniczki ukończyły bieg. Na starcie nie pojawiła się  Andrea Henkel.
Wyniki:
| Lp. | Zawodnik                     | Strzelanie | Wynik   | Strata  |
| --- | ---------------------------- | ---------- | ------- | ------- |
| 1   | Magdalena Neuner             | 0+1        | 20:27.7 |         |
| 2   | Kaisa Mäkäräinen             | 0+0        | 20:45.2 | +17.5   |
| 3   | Darja Domraczewa             | 2+0        | 20:58.2 | +30.5   |
| 4   | Tora Berger                  | 0+1        | 21:09.7 | +42.0   |
| 5   | Helena Ekholm                | 0+0        | 21:12.9 | +45.2   |
| 6   | Olga Wiłuchina               | 0+0        | 21:18.3 | +50.6   |
| 7   | Synnøve Solemdal             | 1+0        | 21:21.9 | +54.2   |
| 8   | Anastasija Kuźmina           | 0+1        | 21:26.3 | +58.6   |
| 9   | Tina Bachmann                | 0+1        | 21:40.3 | +1:12.6 |
| 10  | Swietłana Slepcowa           | 0+1        | 21:41.2 | +1:13.5 |
| .   | ...                          | ...        | ...     | ...     |
| 18  | Weronika Nowakowska-Ziemniak | 1+0        | 22:05.0 | +1:37.3 |
| 25  | Agnieszka Cyl                | 0+1        | 22:36.5 | +2:08.8 |
| 40  | Krystyna Pałka               | 2+0        | 23:07.7 | +2:40.0 |
| 51  | Paulina Bobak                | 1+0        | 23:29.5 | +3:01.8 |
| 56  | Magdalena Gwizdoń            | 3+0        | 23:40.7 | +3:13.0 |

### Mężczyźni
Do zawodów zgłoszonych zostało 104 zawodników. Wszyscy zawodnicy ukończyli bieg. Na starcie nie pojawili się  Magnus Jonsson oraz  Simon Schempp.
Wyniki:
| Lp. | Zawodnik             | Strzelanie | Wynik   | Strata  |
| --- | -------------------- | ---------- | ------- | ------- |
| 1   | Fredrik Lindström    | 0+0        | 24:37.9 |         |
| 2   | Jewgienij Garaniczew | 0+0        | 24:56.1 | +18.2   |
| 3   | Martin Fourcade      | 0+0        | 24:57.0 | +19.1   |
| 4   | Andreas Birnbacher   | 1+0        | 25:01.1 | +23.2   |
| 5   | Arnd Peiffer         | 0+0        | 25:05.8 | +27.9   |
| 6   | Jewgienij Ustiugow   | 0+1        | 25:24.6 | +46.7   |
| 7   | Björn Ferry          | 0+0        | 25:25.9 | +48.0   |
| 8   | Anton Szypulin       | 1+1        | 25:36.2 | +58.3   |
| 9   | Jakov Fak            | 1+1        | 25:36.9 | +59.0   |
| 10  | Benjamin Weger       | 1+0        | 25:39.0 | +1:01.1 |
| 10  | Lukas Hofer          | 1+1        | 25:39.0 | +1:01.1 |
| .   | ...                  | ...        | ...     | ...     |
| 50  | Tomasz Sikora        | 0+1        | 26:57.4 | +2:19.5 |
| 85  | Krzysztof Pływaczyk  | 0+0        | 27:51.3 | +3:13.4 |
| 95  | Łukasz Szczurek      | 0+3        | 28:51.3 | +4:13.4 |

## Biegi masowe - 21.01.2012, 22.01.2012

### Mężczyźni

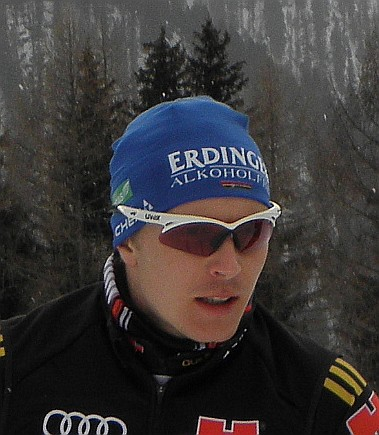
Andreas Birnbacher - triumfator biegu masowego mężczyzn

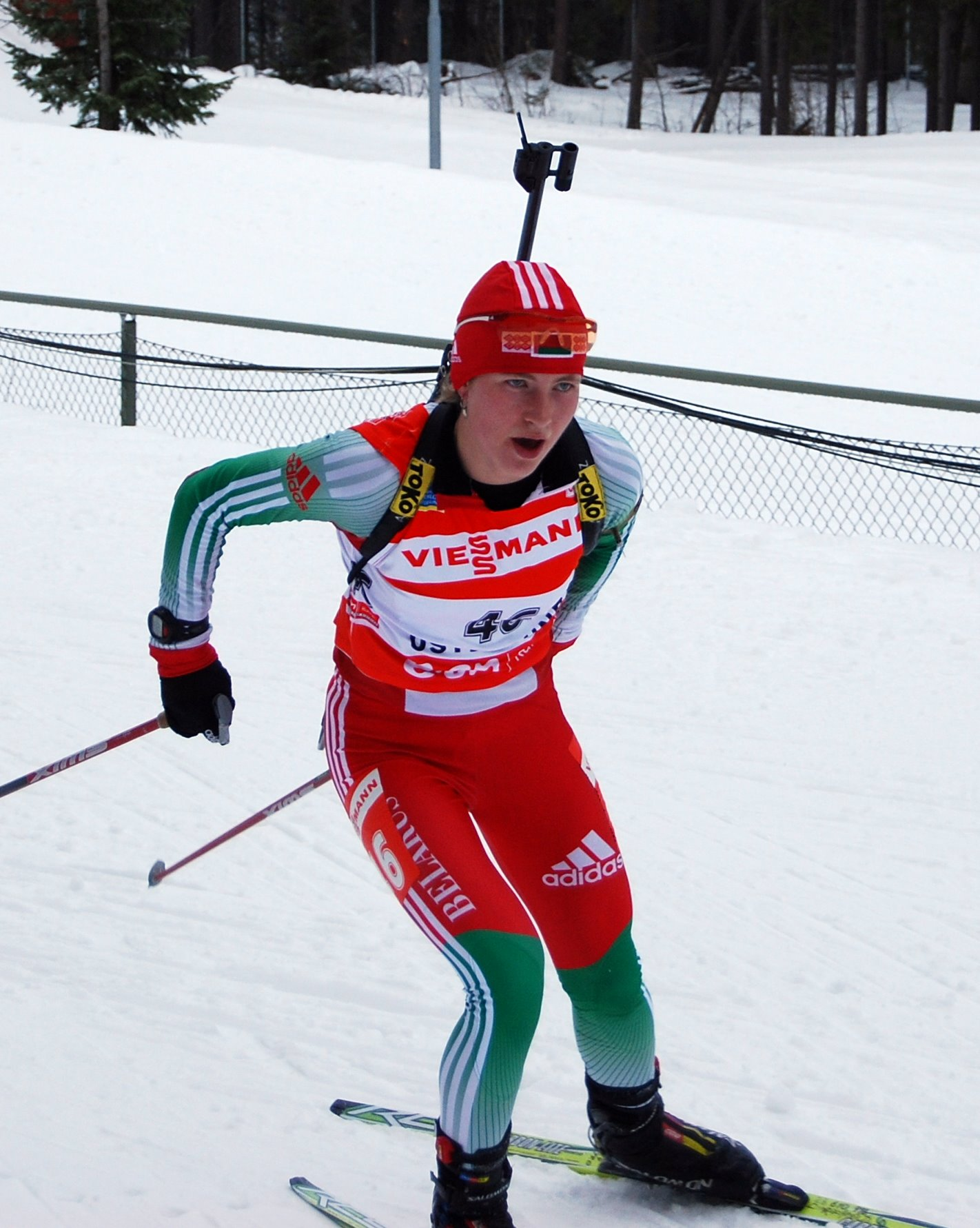
Darja Domraczewa - triumfatorka biegu masowego kobiet

Do zawodów zakwalifikowanych zostało 30 zawodników. Wszyscy zawodnicy ukończyli bieg.
Wyniki:
| Lp. | Zawodnik             | Strzelanie | Wynik   | Strata |
| --- | -------------------- | ---------- | ------- | ------ |
| 1   | Andreas Birnbacher   | 0+0+1+0    | 38:45.7 |        |
| 2   | Anton Szypulin       | 0+0+1+0    | 38:45.8 | +0.1   |
| 3   | Martin Fourcade      | 0+0+0+1    | 38:46.0 | +0.3   |
| 4   | Fredrik Lindström    | 0+0+0+1    | 38:48.1 | +2.4   |
| 5   | Michal Šlesingr      | 0+0+0+0    | 38:58.4 | +12.7  |
| 6   | Dmitrij Małyszko     | 1+0+0+1    | 39:01.7 | +16.0  |
| 7   | Jaroslav Soukup      | 1+1+0+0    | 39:06.6 | +20.9  |
| 8   | Alexis Bœuf          | 0+0+2+0    | 39:17.3 | +31.6  |
| 9   | Jakov Fak            | 1+1+1+0    | 39:18.4 | +32.7  |
| 10  | Ole Einar Bjørndalen | 0+1+0+1    | 39:18.7 | +33.0  |

### Kobiety
Do zawodów zakwalifikowanych zostało 30 zawodniczek. Wszystkie zawodniczki ukończyły bieg.
Wyniki:
| Lp. | Zawodnik                     | Strzelanie | Wynik   | Strata  |
| --- | ---------------------------- | ---------- | ------- | ------- |
| 1   | Darja Domraczewa             | 2+0+0+0    | 35:03.6 |         |
| 2   | Anastasija Kuźmina           | 0+0+0+1    | 35:28.8 | +25.2   |
| 3   | Magdalena Neuner             | 0+0+0+2    | 35:35.7 | +32.1   |
| 4   | Tora Berger                  | 1+1+1+0    | 35:56.7 | +53.1   |
| 5   | Swietłana Slepcowa           | 0+1+0+1    | 35:59.3 | +55.7   |
| 6   | Wiktorija Semerenko          | 1+0+0+1    | 36:00.1 | +56.5   |
| 7   | Olga Zajcewa                 | 1+0+0+1    | 36:03.5 | +59.9   |
| 8   | Helena Ekholm                | 1+0+0+0    | 36:04.4 | +1:00.8 |
| 9   | Marie Habert                 | 1+0+0+0    | 36:12.8 | +1:09.2 |
| 10  | Teja Gregorin                | 0+0+0+1    | 36:24.8 | +1:21.2 |
| .   | ...                          | ...        | ...     | ...     |
| 14  | Krystyna Pałka               | 0+1+1+0    | 36:48.9 | +1:45.3 |
| 17  | Weronika Nowakowska-Ziemniak | 1+1+0+1    | 37:09.4 | +2:05.8 |

## Sztafety - 21.01.2012, 22.01.2012

### Kobiety
Do biegu zgłoszonych zostało 18 sztafet. Rywalizacji z powodu zdublowania nie ukończyły

Francja - zwycięzca sztafety kobiet i mężczyzn

 Rumunia,  Austria,  Japonia i  Estonia.
Wyniki:
| Lp. | Drużyna  | Liczba karnych rund/doładowań karabinu | Wynik     | Strata  |
| --- | -------- | -------------------------------------- | --------- | ------- |
| 1   | Francja  | 0+9                                    | 1:17:06.5 |         |
| 2   | Białoruś | 0+10                                   | 1:17:09.0 | +2.5    |
| 3   | Rosja    | 1+11                                   | 1:17:27.9 | +21.4   |
| 4   | Norwegia | 2+11                                   | 1:17:47.1 | +40.6   |
| 5   | Ukraina  | 0+7                                    | 1:18:03.4 | +56.9   |
| 6   | Niemcy   | 2+12                                   | 1:18:22.0 | +1:15.5 |
| 7   | Włochy   | 0+7                                    | 1:19:27.7 | +2:21.2 |
| 8   | Polska   | 1+12                                   | 1:19:27.8 | +2:21.3 |
| 9   | Kanada   | 0+14                                   | 1:19:36.4 | +2:29.9 |
| 10  | Szwecja  | 0+7                                    | 1:20:09.1 | +3:02.6 |

### Mężczyźni
Do biegu zgłoszonych zostało 24 sztafety. Rywalizacji z powodu zdublowania nie ukończyły
 Rumunia,  Serbia,  Wielka Brytania,  Litwa,  Łotwa,  Bułgaria.
Wyniki:
| Lp. | Drużyna           | Liczba karnych rund/doładowań karabinu | Wynik     | Strata  |
| --- | ----------------- | -------------------------------------- | --------- | ------- |
| 1   | Francja           | 0+7                                    | 1:12:14.7 |         |
| 2   | Niemcy            | 1+9                                    | 1:12:26.7 | +12.0   |
| 3   | Austria           | 0+9                                    | 1:12:56.4 | +41.7   |
| 4   | Rosja             | 1+12                                   | 1:13:00.0 | +45.3   |
| 5   | Szwecja           | 1+11                                   | 1:13:17.3 | +1:02.6 |
| 6   | Białoruś          | 0+6                                    | 1:13:57.0 | +1:42.3 |
| 7   | Kanada            | 1+11                                   | 1:14:19.1 | +2:04.4 |
| 8   | Ukraina           | 0+12                                   | 1:14:19.1 | +2:04.4 |
| 9   | Słowenia          | 2+14                                   | 1:14:48.8 | +2:34.1 |
| 10  | Stany Zjednoczone | 2+11                                   | 1:14:49.2 | +2:34.5 |
| .   | ...               | ...                                    | ...       | ...     |
| 16  | Polska            | 0+5                                    | 1:16:36.4 | +4:21.7 |